# 2022—2023年西南印度洋熱帶氣旋季
2022-2023年西南印度洋熱帶氣旋季在2022年9月26日開始，並在2023年5月22日完結
此文內容只包含在西南印度洋形成的熱帶氣旋的介紹。
風暴是由留尼汪氣象部發出報告。如果一個熱帶低氣壓在南緯0-40度，東經31-55度之間增強為中度熱帶風暴的話，馬達加斯加就會為它命名。當一個熱帶低氣壓在南緯0-40度，東經55-90度之間增強為中度熱帶風暴，毛里求斯將會為它命名。

## 已被國際命名的熱帶氣旋
- 如果一個熱帶低氣壓在南緯0-40度，東經31-90度之間增強為中度熱帶風暴的話，馬達加斯加或毛里求斯就會為它命名。由於每年都會有新的名字清單，所以不會停用名字。

以下所有氣旋的強度及其他相關資訊均以留尼汪氣象部公報為準。

### 中度熱帶風暴阿什利（Ashley）
9月26日，一個低壓在科科斯群島西方形成，美國海軍研究實驗室給予擾動編號91S。晚間7時，留尼旺氣象部將其判定為一熱帶低氣壓，給予編號01。
9月27日凌晨3時，聯合颱風警報中心將其升格為熱帶風暴，給予熱帶氣旋編號02S。下午3時，留尼旺氣象部將其升格為中度熱帶風暴，並由模里西斯氣象局命名為阿什利（Ashley）。

### 中度熱帶風暴巴利塔（Balita）
10月2日，一個低壓在科科斯群島西北方形成，美國海軍研究實驗室給予擾動編號92S。
10月6日凌晨3時，聯合颱風警報中心將其升格為熱帶風暴，給予熱帶氣旋編號03S。下午2時，留尼旺氣象部將其升格為熱帶低氣壓，給予編號02。
10月8日上午9時，留尼旺氣象部將其升格為中度熱帶風暴，並由模里西斯氣象局命名為巴利塔（Balita）。

### 特強熱帶氣旋達里安（Darian）
12月21日晚間8時，留尼旺氣象部判定達里安（Darian）已進入其責任區，並對其接續發報，評定之風速為120節(每小時220公里)，強度則是特強熱帶氣旋。
12月22日凌晨2時，留尼旺氣象部將其降格為強烈熱帶氣旋。同日晚間9時，聯合颱風警報中心將其降格為三級熱帶氣旋。
12月23日凌晨2時，留尼旺氣象部將其降格為熱帶氣旋。上午9時，聯合颱風警報中心將其降格為二級熱帶氣旋。下午3時，留尼旺氣象部再度將其升格為強烈熱帶氣旋。同時，聯合颱風警報中心再度將其升格為三級熱帶氣旋。晚間9時，聯合颱風警報中心再度將其升格為四級熱帶氣旋。
12月24日上午9時，聯合颱風警報中心再度將其降格為三級熱帶氣旋。下午3時，聯合颱風警報中心再度將其降格為二級熱帶氣旋。
12月25日上午8時，留尼旺氣象部再度將其降格為熱帶氣旋。下午3時，聯合颱風警報中心將其降格為一級熱帶氣旋。
12月26日凌晨3時，聯合颱風警報中心將其再度升格為二級熱帶氣旋。上午9時，聯合颱風警報中心三度將其升格為三級熱帶氣旋。下午3時，留尼旺氣象部三度將其升格為強烈熱帶氣旋。同時，聯合颱風警報中心三度將其升格為四級熱帶氣旋。晚間9時，聯合颱風警報中心三度將其降格為三級熱帶氣旋。
12月27日凌晨3時，留尼旺氣象部三度將其降格為熱帶氣旋。上午9時，聯合颱風警報中心三度將其降格為二級熱帶氣旋。晚間9時，聯合颱風警報中心再度將其降格為一級熱帶氣旋。
12月28日凌晨3時，聯合颱風警報中心將其降格為熱帶風暴。上午8時，留尼旺氣象部將其降格為強烈熱帶風暴。
12月29日上午8時，留尼旺氣象部將其降格為中度熱帶風暴。
12月30日晚間8時，留尼旺氣象部將其降格為後熱帶低氣壓。
12月31日下午3時，聯合颱風警報中心將其降格亞帶低氣壓。

### 熱帶氣旋切内索（Cheneso）
1月17日下午2時，留尼旺氣象部把集結在南緯13.0度，東經63.6度的熱帶擾動96S評為不穩定天氣區，給予編號05。
1月18日凌晨3時，聯合颱風警報中心將其升格為熱帶風暴，給予熱帶氣旋編號08S。上午8時，留尼旺氣象部將其升格為熱帶性低氣壓。晚間8時，留尼旺氣象部將其升格為中度熱帶風暴，並由馬達加斯加氣象局命名為切内索（Cheneso）。
1月19日凌晨2時，留尼旺氣象部將其升格為強烈熱帶風暴。下午4時，登陸在桑巴瓦附近。晚間8時，留尼旺氣象部判定其已轉變為一陸上低壓。
1月23日晚間8時，留尼旺氣象部再度將其升格為熱帶擾動。
1月24日上午8時，留尼旺氣象部再度將其升格為熱帶低氣壓。上午9時，聯合颱風警報中心再度將其升格為熱帶風暴。下午2時，留尼旺氣象部再度將其升格為熱帶風暴。
1月25日凌晨2時，留尼旺氣象部再度將其升格為強烈熱帶風暴。凌晨3時，聯合颱風警報中心將其升格為一級熱帶氣旋。晚間8時，留尼旺氣象部將其升格為熱帶氣旋。
1月26日晚間8時，留尼旺氣象部再度將其降格為強烈熱帶風暴。
1月27日凌晨3時，聯合颱風警報中心將其降格為熱帶風暴。
1月28日上午8時，留尼旺氣象部再度將其升格為熱帶氣旋。上午9時，聯合颱風警報中心再度將其升格為一級熱帶氣旋。晚間9時，聯合颱風警報中心將其升格為二級熱帶氣旋。
1月29日凌晨2時，留尼旺氣象部三度將其降格為強烈熱帶風暴。凌晨3時，聯合颱風警報中心將其降格為一級熱帶氣旋。上午9時，聯合颱風警報中心再度將其降格為熱帶風暴。下午2時，留尼旺氣象部將其降格為後熱帶性低氣壓。
事後，留尼旺氣象部將其巔峰風速下調至75節（每小時140公里），氣壓上調至964百帕。

### 熱帶氣旋丁加尼（Dingani）
2月9日下午2時，留尼旺氣部判定熱帶低氣壓11U已進入其責任區，並對其接續發報，評定之風速為40節(每小時65公里)，強度則是中度熱帶風暴，並命名為丁加尼（Dingani）。下午3時，聯合颱風警報中心將其升格為熱帶風暴，給予熱帶氣旋編號13S。
2月11日上午8時，留尼旺氣象部將其升格為強烈熱帶風暴。下午3時，聯合颱風警報中心將其升格為一級熱帶氣旋。晚間8時，留尼旺氣象部將其升格為熱帶氣旋。
2月14日上午8時，留尼旺氣象部將其降格為強烈熱帶風暴。下午3時，聯合颱風警報中心將其降格為熱帶風暴。
2月15日上午8時，留尼旺氣象部將其降格為中度熱帶風暴。下午2時，留尼旺氣象部將其降格為後熱帶低氣壓。

### 特強熱帶氣旋弗雷迪（Freddy）
2月14日晚間8時，留尼旺氣象部判定弗雷迪（Freddy）已進入其責任區，並對其接續發報，評定之風速為85節(每小時155公里)，強度則是熱帶氣旋。
2月15日凌晨2時，留尼旺氣象部將其升格為強烈熱帶氣旋。凌晨3時，聯合颱風警報中心將其升格為三級熱帶氣旋。上午9時，聯合颱風警報中心將其升格為四級熱帶氣旋。
2月16日晚間9時，聯合颱風警報中心將其升格為五級熱帶氣旋。晚間10時，聯合颱風警報中心將其降格為四級熱帶氣旋。
2月18日下午2時，聯合颱風警報中心將其降格為三級熱帶氣旋。
2月19日凌晨3時，聯合颱風警報中心再度將其升格為四級熱帶氣旋。上午8時，留尼旺氣象部將其升格為特強熱帶氣旋。下午2時，聯合颱風警報中心再度將其升格為五級熱帶氣旋。晚間9時，聯合颱風警報中心再度將其降格為四級熱帶氣旋。
2月20日凌晨2時，留尼旺氣象部將其降格強烈熱帶氣旋。
2月21日上午9時，聯合颱風警報中心再度將其降格為三級熱帶氣旋。下午2時，留尼旺氣象部將其降格熱帶氣旋。晚間8時30分，留尼旺氣象部表示弗雷迪於馬達加斯加馬南扎里沿岸登陸。
2月22日凌晨2時，留尼旺氣象部判定其已轉變為一陸上低壓。凌晨3時，聯合颱風警報中心將其降格為二級熱帶氣旋。上午9時，聯合颱風警報中心將其降格為一級熱帶氣旋。下午3時，聯合颱風警報中心將其降格為熱帶風暴。
2月23日下午2時，留尼旺氣象部再度將其升格中度熱帶風暴。晚間8時，留尼旺氣象部再度將其升格強烈熱帶風暴。
2月24日上午9時，聯合颱風警報中心再度將其升格為一級熱帶氣旋。下午3時，聯合颱風警報中心再度將其降格為熱帶風暴。晚間7時，留尼旺氣象部表示弗雷迪伊尼揚巴內省維蘭庫洛沿岸登陸。晚間9時，留尼旺氣象部將其降格中度熱帶風暴。
2月25日凌晨2時，留尼旺氣象部再度判定其已轉變為一陸上低壓。
3月2日晚間8時，留尼旺氣象部表示弗雷迪殘餘雲系發展熱帶擾動。
3月4日上午8時，留尼旺氣象部再次將其升格為熱帶性低氣壓。下午2時，留尼旺氣象部再次將其升格為中度熱帶風暴。
3月6日凌晨2時，留尼旺氣象部再次將其升格強烈熱帶風暴。
3月7日晚間8時，留尼旺氣象部再次將其升格熱帶氣旋。同時，聯合颱風警報中心再次將其升格為二級熱帶氣旋。
3月8日上午9時，聯合颱風警報中心再次將其升格為三級熱帶氣旋。晚間9時，聯合颱風警報中心再次將其降格為二級熱帶氣旋。
3月9日凌晨2時，留尼旺氣象部再次將其降格強烈熱帶風暴。凌晨3時，聯合颱風警報中心再次將其降格為一級熱帶氣旋。上午9時，聯合颱風警報中心再次將其降格為熱帶風暴。
3月10日凌晨2時，留尼旺氣象部四度將其升格熱帶氣旋。凌晨3時，聯合颱風警報中心四度將其升格為一級熱帶氣旋。
3月11日上午9時，聯合颱風警報中心四度將其升格為二級熱帶氣旋。晚間9時15分，留尼旺氣象部表示弗雷迪於莫三比克贊比西亞省克利馬內沿岸登陸。
3月12日凌晨3時，聯合颱風警報中心四度將其降格為一級熱帶氣旋。下午2時，留尼旺氣象部四度將其降格強烈熱帶風暴。下午3時，聯合颱風警報中心四度將其降格為熱帶風暴。晚間8時，留尼旺氣象部四度將其降格中度熱帶風暴。
3月13日凌晨2時，留尼旺氣象部再次判定其已轉變為一陸上低壓。
氣旋弗雷迪共造成1,434死亡556失蹤2,004受傷。
事後，留尼旺氣象部將其巔峰風速上調至125節（每小時230公里），氣壓下調至927百帕。

### 熱帶氣旋埃納拉（Enala）
2月21日晚間9時，留尼旺氣象部把集結在南緯11.8度，東經78.9度的熱帶擾動93S評為不穩定天氣區，給予編號08。
2月22日上午8時，留尼旺氣象部將其升格為熱帶低氣壓。下午3時，聯合颱風警報中心將其升格為熱帶風暴，給予熱帶氣旋編號13S。晚間8時，留尼旺氣象部將其升格為中度熱帶風暴，並由模里西斯氣象局命名為埃納拉（Enala）。
2月23日下午2時，留尼旺氣象部將其升格為強烈熱帶風暴。
2月24日凌晨2時，聯合颱風警報中心將其升格為一級熱帶氣旋。上午9時，留尼旺氣象部將其升格為熱帶氣旋。下午3時，留尼旺氣象部將其降格強烈熱帶風暴。
2月25日下午3時，聯合颱風警報中心將其降格熱帶風暴。
2月26日上午8時，留尼旺氣象部將其降格中度熱帶風暴。
2月27日凌晨2時，留尼旺氣象部再度將其升格強烈熱帶風暴。下午2時，留尼旺氣象部再度將其降格中度熱帶風暴。
2月28日上午8時，留尼旺氣象部表示埃納拉已經減弱為殘餘低氣壓。

### 強烈熱帶氣旋法比安（Fabien）
5月12日，一個低壓在迪戈加西亞島東北方形成，美國海軍研究實驗室給予擾動編號92S。
5月13日下午3時，留尼旺氣象部將其判定為一熱帶擾動，給予編號10。 
5月14日上午9時，留尼旺氣象部將其升格熱帶低氣壓。下午2時，留尼旺氣象部將其升格為中度熱帶風暴，並由模里西斯氣象局命名為法比安（Fabien）。下午3時，聯合颱風警報中心將其升格為熱帶風暴，給予熱帶氣旋編號19S。
5月15日凌晨3時，留尼旺氣象部將其升格為強烈熱帶風暴。上午時，聯合颱風警報中心將其升格為一級熱帶氣旋。晚間9時，留尼旺氣象部將其升格為熱帶氣旋。同時，聯合颱風警報中心將其升格為二級熱帶氣旋。
5月16日晚間9時，聯合颱風警報中心將其升格為三級熱帶氣旋。
5月17日凌晨3時，留尼旺氣象部將其升格為強烈熱帶氣旋。上午9時，聯合颱風警報中心將其降格為二級熱帶氣旋。下午3時，留尼旺氣象部將其降格為熱帶氣旋。
5月18日凌晨3時，聯合颱風警報中心將其降格為一級熱帶氣旋。上午9時，留尼旺氣象部將其降格為強烈熱帶風暴。下午2時，留尼旺氣象部將其降格為中度熱帶風暴。晚間9時，聯合颱風警報中心將其降格為熱帶風暴。
5月20日上午9時，留尼旺氣象部再度將其升格為強烈熱帶風暴。晚間晚間9時，留尼旺氣象部將再度其降格為中度熱帶風暴。
事後，留尼旺氣象部將其巔峰風速上調至95節（每小時175公里），氣壓下調至958百帕。

## 未被國際命名的熱帶氣旋
除了被命名的熱帶氣旋外，還有一些沒被命名的低氣壓和被聯合颱風警報中心認為是熱帶風暴的熱帶氣旋。以下列出那些熱帶氣旋的資料。

### 熱帶低氣壓03
11月5日，留尼旺氣象部判定殘餘低壓02U已進入其責任區，並對其接續發報，評定之風速為30節(每小時55公里)，強度則是熱帶低氣壓。

### 中度熱帶風暴09
3月27日，一個低壓在羅德里格斯島以北形成。下午3時，留尼旺氣象部將其判定為一熱帶低氣壓，給予編號09。
留尼旺氣象部在5月12日發表的最佳路徑中，判定其為一中度熱帶風暴，並將其風速上調至40節（每小時75公里）。

## 氣旋季影響
以下表格顯示了2022－2023年西南印度洋熱帶氣旋季的所有熱帶氣旋以及它們的登陸資料。在括號內的死亡人數屬於非直接，但仍與風暴有關的死亡。所有破壞及死亡數字都包括風暴在擾動及溫帶氣旋階段時的資料。
| 風暴名稱 | 持續日期           | 最高強度     | 持續風速      | 氣壓                           | 影響地區                                                                     | 損失 （美元） | 死亡人數 | 來源 |
| -------- | ------------------ | ------------ | ------------- | ------------------------------ | ---------------------------------------------------------------------------- | ------------- | -------- | ---- |
| 阿什利   | 9月26日－9月28日   | 中度熱帶風暴 | 每小時75公里  | 1,000百帕斯卡（29.53英寸汞柱） | 無                                                                           | 無            | 無       |      |
| 巴利塔   | 10月6日－10月9日   | 中度熱帶風暴 | 每小時65公里  | 996百帕斯卡（29.41英寸汞柱）   | 無                                                                           | 無            | 無       |      |
| 03       | 11月5日            | 熱帶低氣壓   | 每小時55公里  | 1,008百帕斯卡（29.77英寸汞柱） | 無                                                                           | 無            | 無       |      |
| 達里安   | 12月21日－12月31日 | 特強熱帶氣旋 | 每小時220公里 | 920百帕斯卡（27.17英寸汞柱）   | 無                                                                           | 無            | 無       |      |
| 切內索   | 1月17日－1月31日   | 熱帶氣旋     | 每小時140公里 | 964百帕斯卡（28.47英寸汞柱）   | 模里西斯、留尼旺、馬約特、馬達加斯加                                         | 無            | 33       |      |
| 丁加尼   | 2月9日－2月15日    | 熱帶氣旋     | 每小時140公里 | 971百帕斯卡（28.67英寸汞柱）   | 無                                                                           | 無            | 無       |      |
| 弗雷迪   | 2月14日－3月14日   | 特強熱帶氣旋 | 每小時230公里 | 927百帕斯卡（27.37英寸汞柱）   | 模里西斯、留尼旺、馬達加斯加、莫三比克、南非、馬拉威、尚比亞、波札那、辛巴威 | 無            | 1,434    |      |
| 埃納拉   | 2月21日－2月28日   | 熱帶氣旋     | 每小時120公里 | 980百帕斯卡（28.94英寸汞柱）   | 無                                                                           | 無            | 無       |      |
| 09       | 3月27日－3月29日   | 中度熱帶風暴 | 每小時75公里  | 997百帕斯卡（29.44英寸汞柱）   | 無                                                                           | 無            | 無       |      |
| 法比安   | 5月13日－5月22日   | 強烈熱帶氣旋 | 每小時175公里 | 958百帕斯卡（28.29英寸汞柱）   | 無                                                                           | 無            | 無       |      |
| 季節總結 |                    |              |               |                                |                                                                              |               |          |      |
| 10個氣旋 | 9月26日－5月22日   |              | 每小時230公里 | 920百帕斯卡（27.17英寸汞柱）   |                                                                              |               | 1,467    |      |

## 2022-23年風暴名單
西南印度洋的熱帶氣旋是由世界氣象組織西南印度洋熱帶氣旋委員會命名。由毛里裘斯、馬拉維、莫桑比克、納米比亞、塞舌爾、南非、斯威士蘭、津巴布韋、坦桑尼亞、博茨瓦納、科摩羅、萊索托和馬達加斯加提供名字。當熱帶氣旋在東經55度以西達到「中度熱帶風暴」的強度，位於馬達加斯加的熱帶氣旋警告中心就會為該系統命名。當熱帶氣旋在東經55度及東經90度之間達到「中度熱帶風暴」的強度，位於毛里裘斯的熱帶氣旋警告中心就會為該系統命名。本年未用名稱以灰色表示，黑體字表示今年已經使用過，粗體名稱表示該風暴活躍中，橙色表示下一個即將使用的熱帶氣旋名稱。每季風暴名稱僅使用一次，季後留尼旺氣象部會把已使用的名稱除名，未使用的名稱將會保留至下一輪中使用。
| - Ashley - Balita - Cheneso - Dingani - Enala - Fabien - Gezani（未用） - Horacio（未用） - Indusa（未用） | - Juluka（未用） - Kundai（未用） - Lisebo（未用） - Michel（未用） - Nousra（未用） - Olivier（未用） - Pokera（未用） - Quincy（未用） - Rebaone（未用） | - Salama（未用） - Tristan（未用） - Ursula（未用） - Violet（未用） - Wilson（未用） - Xila（未用） - Yekela（未用） - Zania（未用） |

如果熱帶氣旋從澳洲地區進入西南印度洋（在東經90度以西），它會繼續沿用澳洲氣象局為它命名的名字。以下的熱帶氣旋都是使用這方法作出命名。
- Darian
- Freddy